# Rathaus (Chorzów)

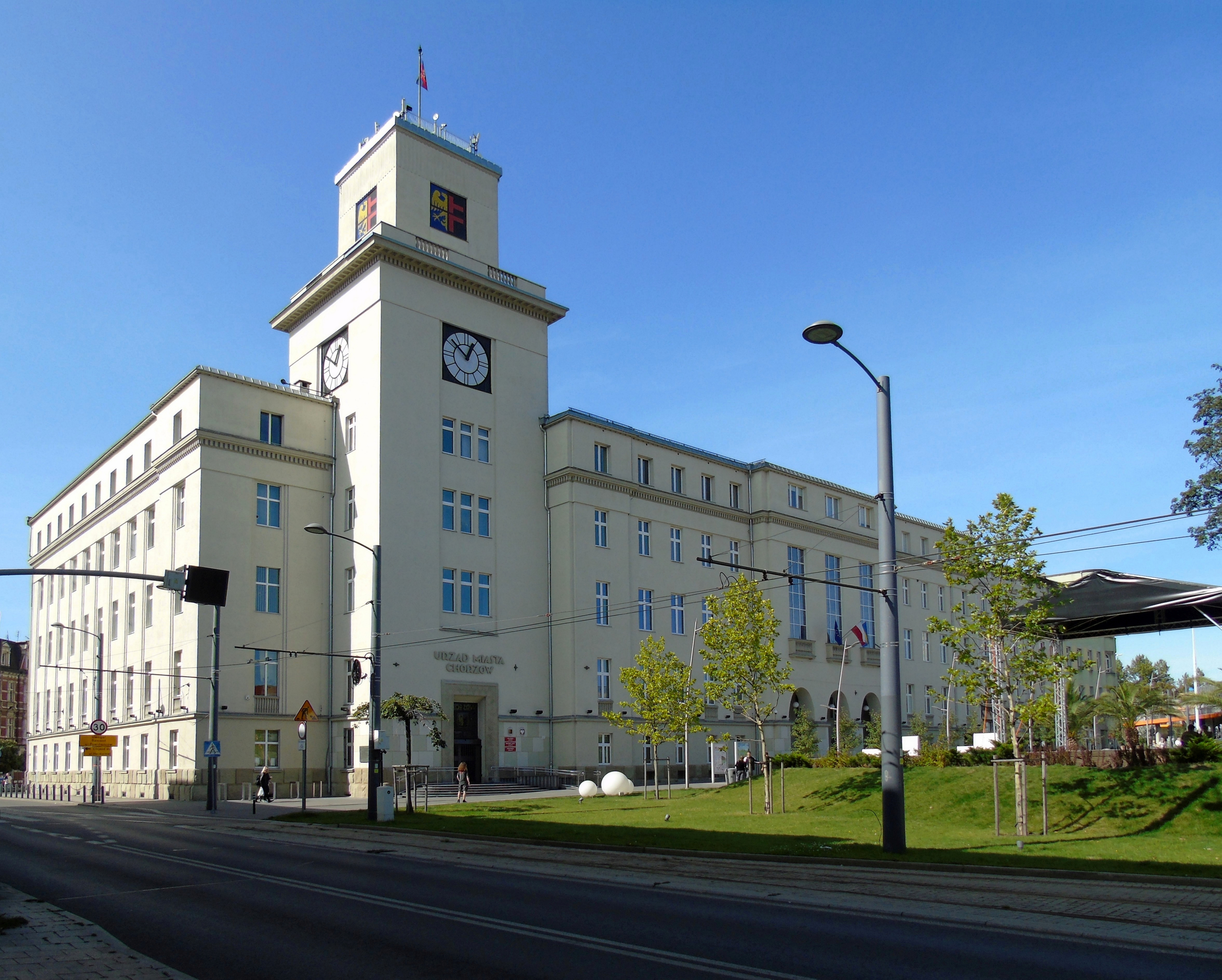
Rathaus-Hauptfront

Das Rathaus im schlesischen Chorzów (deutsch Königshütte) liegt am Ring (polnisch Rynek), dem Königshütter Marktplatz.

## Geschichte

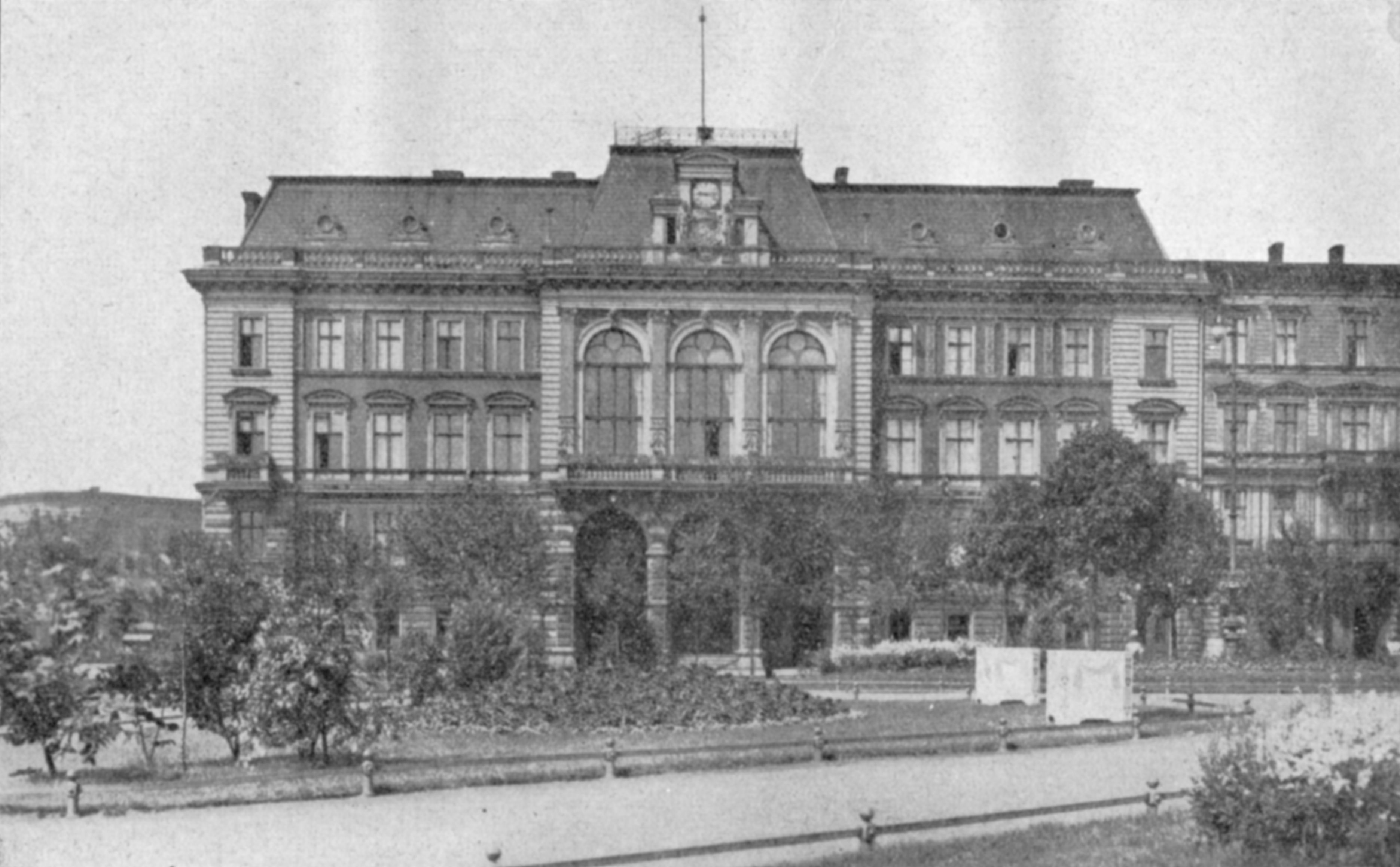
Rathaus vor 1928

Der Rathausbau stammt aus den Jahren 1874 bis 1876. Das ursprünglich historistische Gebäude mit Neorenaissance- und Manierismus-Elementen wurde von 1927 bis 1930 erweitert und im modernen Stil umgestaltet. Dabei erhielt das Gebäude einen Seitenflügel und seinen 36,6 Meter hohen Turm.
Das ursprüngliche Gebäude mit Neorenaissance-Fassade und Mansarddach wurde von dem örtlichen Baumeister Daniel Grötschel ausgeführt. Über dem Portal befanden sich das Wappen von Königshütte und eine Uhr. 
Der Ausbau und die Umgestaltung von 1927 bis 1930 erfolgten nach Plänen von Karol Schayer und W. Eysmontt aus Kattowitz. Die Umgestaltung sollte einen Bruch mit der bisherigen deutschen Geschichte der Stadt darstellen und ein Symbol für den neuen politischen Charakter Ostoberschlesiens werden. 1941 wurde das Gebäude um ein Stockwerk erhöht. Im Repräsentationssaal befinden sich schmuckvoll gestaltete Fenster, mit Darstellungen von Bergbau und Hüttenwesen, Handel und Industrie.